# ReSTARTING!!
「ReSTARTING!!」（リスターティング）は、 愛美の6枚目のシングル。2021年4月7日にKING AMUSEMENT CREATIVEから発売された。

## 概要
前作「運命の檻」以来約8年ぶりのシングルリリースで、KING AMUSEMENT CREATIVEへ移籍してのアーティスト活動再開後初の作品である。
表題曲は、「テレビ朝日系『musicる TV』4月度エンディングテーマ」として起用されている。

## 収録内容
| 全作詞: 愛美。 |                                |           |               |          |      |
| #              | タイトル                       | 作詞      | 作曲          | 編曲     | 時間 |
| 1.             | 「ReSTARTING!!」               | 愛美      | 山﨑佳祐      | 山﨑佳祐 | 4:37 |
| 2.             | 「MAYDAY」                     | 愛美      | 佐藤樹・Kon-K | Kon-K    | 4:01 |
| 3.             | 「ラブレター」                 | 愛美      | 秋浦智裕      | 秋浦智裕 | 4:40 |
| 4.             | 「ReSTARTING!!」(Instrumental) | 愛美      |               |          | 4:37 |
| 5.             | 「MAYDAY」(Instrumental)       | 愛美      |               |          | 4:01 |
| 6.             | 「ラブレター」(Instrumental)   | 愛美      |               |          | 4:40 |
| 合計時間:      | 合計時間:                      | 合計時間: | 合計時間:     | 26:36    |      |

| #  | タイトル                                | 作詞 | 作曲・編曲 |
| -- | --------------------------------------- | ---- | ---------- |
| 1. | 「ReSTARTING!!」(Music Video)           |      |            |
| 2. | 「ReSTARTING!!」(Making of Music Video) |      |            |